# Corps des ponts, des eaux et des forêts
Le corps des ingénieurs des ponts, des eaux et des forêts (IPEF) est, en France, un corps technique d'encadrement supérieur de la haute fonction publique d’État (catégorie A+) à vocation interministérielle, régi par le décret no 2009-1106 du 10 septembre 2009. Il fait partie des « grands techniques corps de l'État », avec notamment  le corps des ingénieurs des mines, le corps des ingénieurs de l'armement et le corps des administrateurs de l'INSEE.
Il compte 3 015 membres en 2021 et est l'un des principaux corps d'encadrement supérieur technique du ministère de la Transition écologique, du ministère des Transports et du ministère de l'Agriculture. Ces ingénieurs sont des acteurs majeurs des politiques d’aménagement du cadre de vie. Ils sont en particulier chargés de la mise en œuvre des politiques et de l'action publique pour le développement durable. De plus, de par le statut interministériel du corps, ses membres peuvent se voir confier toute mission pour le compte de tout ministère ou établissement public.

## Histoire
Les termes « eaux et forêts » apparaissent dans une ordonnance de Philippe-Auguste en 1219 et une ordonnance de Philippe le Bel de 1291 définissant le rôle des « maîtres des eaux et forêts » qui deviendront plus tard « ingénieurs ».
Le métier de commissaire des ponts et chaussées est créé par Colbert en 1669. Le corps des ingénieurs des ponts et chaussées est fondé en 1716.
Le corps des ingénieurs des ponts, des eaux et des forêts est issu de fusions successives, entre 2002 et 2009, de six grands corps d'ingénieurs dans le cadre d'une réforme de l'État :
- en 2002, le corps des ingénieurs des ponts et chaussées, le corps des ingénieurs géographes, le corps des ingénieurs de l'aviation civile et le corps des ingénieurs de la météorologie sont rassemblés pour former un corps d'environ 1 800 membres ;
- en 2002, le corps des ingénieurs du génie rural et des eaux et forêts et le corps des ingénieurs d'agronomie sont également rassemblés pour former un corps d'environ 2 000 membres ;
- en 2009, il est procédé à la fusion des deux corps résultants précédents pour former un corps unique des « ingénieurs des ponts, des eaux et des forêts » qui compte alors 3 800 membres environ[N 1].

La réforme de la haute fonction publique, initiée en 2021, a connu plusieurs rebondissements quant à son élargissement aux grands corps techniques. Mais c'est finalement en juillet 2025 qu'est annoncée la préparation d'un décret pour les quatre grands corps techniques (IPEF, Mines, INSEE, Armement) qui entrerait en vigueur en décembre 2025. En substance, ce décret prévoit notamment l'alignement des grilles indiciaires des grands corps techniques avec celles des Administrateurs de l'État ainsi qu'une modification des logiques de promotion de grade. 

### Histoire du corps des ingénieurs des ponts et chaussées
Dès 1669, Colbert crée un corps de commissaire des ponts et chaussées et fait construire nombre de ponts ainsi que des digues pour parer aux crues de la Loire et également de nombreuses jetées dans les ports. Pendant la période où il a réellement le pouvoir, il multiplie par trente le budget des ponts et chaussées, qui passe de 22 000 livres en 1662 à 623 000 livres en 1671.
Le corps des ingénieurs des ponts et chaussées est fondé en 1716 par le Régent Philippe d'Orléans — le premier ingénieur des ponts et chaussées est alors l'architecte Jacques V Gabriel — pour assurer la création d'un véritable réseau routier national en France. Le recrutement des ingénieurs est assuré par la création en 1747 de l'École des ponts et chaussées, école qui ne prend ce nom qu'à partir de 1760.
Au cours du XVIIIe siècle, les missions sont élargies : régularisation des rivières, construction des canaux, travaux portuaires. Le corps devient le principal responsable des travaux publics.
Au cours du XIXe siècle, le démarrage de l'industrialisation a un fort impact sur les modes de transport : routes, ouvrages hydrauliques et chemins de fer. L'École nationale des ponts et chaussées devient un établissement d'application de l'École polytechnique. La prééminence des ingénieurs des Ponts et Chaussées, traditionnellement favorable au béton, dans les structures administratives et techniques françaises depuis 1940, va conduire à la généralisation de l'usage du béton armé préfabriqué dans les logements de masse tel qu'il se profile à Libération de la France pour s'achever en 1953.
Au cours du XXe siècle, de nouveaux défis techniques apparaissent : développement de l'automobile (tracés routiers, revêtements), ouvrages d'art en béton armé ou précontraint. Le corps est responsable du domaine de l'urbanisme, au travers du ministère des Travaux publics, puis en 1966 du ministère de l'Équipement : aménagement du territoire, politique autoroutière, grandes infrastructures portuaires, équipements touristiques, etc.
Depuis 2001, les missions de maîtrise d'œuvre exercées par les services de l'État sont soumises aux mêmes règles de concurrence que celles des bureaux d'études privés. Par conséquent, les collectivités territoriales ont désormais beaucoup moins recours aux ingénieurs des services publics dont l'emprise était quelquefois ressentie comme une tutelle.
En 2002, le corps des ponts et chaussées absorbe le corps des ingénieurs de l'aviation civile, ainsi que celui des ingénieurs géographes, et celui des ingénieurs de la météorologie. En 2009, il fusionne avec le corps des ingénieurs du génie rural, des eaux et des forêts pour donner naissance au corps des ingénieurs des ponts, des eaux et des forêts.
En outre à la suite du décret no 2009-1106 du 10 septembre 2009, le corps des ingénieurs des ponts et chaussées fusionne avec le corps des ingénieurs du génie rural et des eaux et des forêts pour former le corps des ingénieurs des ponts, des eaux et des forêts (ou IPEF).

### Histoire du corps des ingénieurs du génie rural, des eaux et des forêts
Les ingénieurs du génie rural, des eaux et des forêts (IGREF) étaient des fonctionnaires formant, notamment avec le corps des mines et le corps des ponts et chaussées, un des grands corps techniques de la fonction publique française.
Ils étaient formés à l'École nationale du génie rural, des eaux et des forêts (ENGREF), école désormais membre d'AgroParisTechdepuis 2009.
Environ 2 000 IGREF étaient en activité au moment de la fusion de leur corps avec celui des ponts et chaussées.
Le statut des IGREF était prévu par le décret no 2002-261 du 22 février 2002 dont l’article 1 prévoyait que « les IGREF forment un corps à caractère interministériel classé dans la catégorie A. Ils ont vocation à exercer des fonctions d'encadrement supérieur, de direction, de contrôle et d'expertise, y compris dans les organismes internationaux. Ils participent, sous l'autorité des ministres compétents en ces matières, à la conception, à l'élaboration et à la mise en œuvre des politiques publiques relatives à la mise en valeur agricole et forestière, au développement économique et à l'aménagement des territoires, à la gestion et à la préservation des espaces et des ressources naturelles terrestres et maritimes, à l'alimentation et à l'agro-industrie, ainsi que des politiques publiques relatives à la recherche, à l'enseignement, à la formation et au développement dans ces mêmes domaines. »
Par le décret du 10 septembre 2009 paru au Journal Officiel du 12 septembre 2009 est créé le corps des ingénieurs des ponts, des eaux et des forêts (IPEF) résultat de la fusion des corps des ingénieurs des ponts et chaussées et des ingénieurs du génie rural, des eaux et des forêts.

## Recrutement et missions

### Recrutement externe
Chaque année, une cinquantaine d'ingénieurs-élèves sont recrutés, ainsi répartis en 2025 :
- 23 places pour les élèves de l'École polytechnique ;
- 3 places pour les élèves des Écoles normales supérieures (ENS Ulm, ENS Lyon, ENS Paris-Saclay, ENS Rennes) ;
- 11 places pour les élèves d'AgroParisTech ;
- 9 places pour les élèves d'autres grandes écoles scientifiques (École nationale des ponts et chaussées, Mines Paris, ENSTA, SUPAERO, CentraleSupélec, Arts et Métiers ParisTech, autres instituts agronomiques, etc.).

Les élèves de l'École polytechnique sont recrutés chaque année selon leur rang au classement de sortie de la promotion. Si le rang du dernier admis au corps des IPEF a évolué au cours du temps, il tend à se stabiliser aux alentours de la 60ème place (sur 450 élèves français éligibles environ), témoignant du prestige de ce corps et de la haute qualité de son recrutement, à l'instar du corps des mines.
Pour les autres recrutements, des concours spécifiques sont ouverts chaque année pour les élèves en dernière année de scolarité dans leur établissement d'appartenance. Ces concours, réservés aux élèves de prestigieux établissements, sont particulièrement sélectifs et soulignent également l'excellence du recrutement externe.
À partir de 2024, un "parcours talents" est mis en place, en collaboration avec les autres écoles de formation des grands corps techniques. Il s'agit d'une année sélective de préparation aux concours externes des corps techniques ouverts aux élèves qui terminent leurs études d'ingénieur dans une autre école partenaire. Pour le corps des IPEF, la préparation aura lieu à AgroParisTech ou à l'école des Ponts ParisTech. Un concours spécial "Talents" sera très probablement créé en 2025 en accord avec les recommandations de la mission Berger-Guillou-Lavenir.
Il existe également un concours externe sur titres et travaux réservé aux titulaires d'un doctorat dans un des domaines de compétences du corps. Les spécialités ouvertes au recrutement sont susceptibles de varier chaque année. En 2023, 4 postes étaient offerts, réparties dans les 4 spécialités suivantes : écotoxicologie, sylviculture & foresterie, géomatique & ingénierie des données, ingénierie de l'éolien en mer.

### Recrutement interne
Chaque année, entre 8 et 15 élèves sont issus d'un recrutement par concours interne dans les corps d’ingénieurs des ministères chargés de l'agriculture et de l'environnement, notamment :
- les ingénieurs de l'agriculture et de l'environnement (IAE),
- les ingénieurs de recherche (IR),
- les ingénieurs des travaux publics de l'État (ITPE),
- les ingénieurs des études et de l'exploitation de l'aviation civile (IEEAC),
- les ingénieurs des travaux de la météorologie (ITM),
- les ingénieurs des sciences géographiques et du numérique de l'IGN.

L'accès au corps des IPEF depuis un autre corps de catégorie A de la fonction publique peut aussi se faire par inscription sur liste d'aptitude ou par titularisation à la suite d'un détachement « entrant ».

### Missions
Les IPEF interviennent dans de nombreux secteurs définis par le décret no 2009-1106 du 10 septembre 2009 :
- climat ;
- demande énergétique ;
- aménagement et développement durable des territoires ;
- logement et ville ;
- transports ;
- mise en valeur agricole et forestière ;
- gestion et à la préservation des espaces et des ressources naturelles terrestres et maritimes ;
- alimentation et agro-industrie ;
- recherche, enseignement, à formation et développement dans les domaines mentionnés ci-dessus.

Dans ces domaines, ils exercent au service de l’État des fonctions d'encadrement, d'administration ou d'expertise. Lorsqu'ils sont affectés dans des établissements d'enseignement supérieur, ils sont amenés à exercer des missions de recherche et d'enseignement, à l'instar des chercheurs et ingénieurs de recherche.
En 2016, un groupe de réflexion a été formé pour redéfinir les missions et les prospectives du corps des ingénieurs des ponts, des eaux et des forêts, il a été rendu public en décembre 2016.
Quelques exemples d'institutions, services, établissements publics et/ou entreprises publiques où les IPEF peuvent être employés : 
- liés au ministère de la transition écologique (MTECT) :
  - aviation civile (DGAC, BEA, Aéroports de Paris…) ;
  - météorologie et cartographie (Météo-France, IGN) ;
  - services déconcentrés (DREAL, DDT) ;
  - enseignement et recherche (CSTB, Université Gustave-Eiffel…) ;
  - aménagement (ANRU, Établissement public d'aménagement, DGALN…) ;
  - transports (DGITM, SNCF, RATP, Île-de-France Mobilités, ARAFER) ;
  - énergie (EDF, ASN, DGEC) ;
  - environnement (OFB, ADEME…) ;
  - eau (Agences de l'eau, VNF) ;
  - mer (grands ports maritimes) ;
  - etc.

- liés au ministère de l'agriculture (MASA) :
  - développement agricole (FranceAgriMer) ;
  - services déconcentrés (DRAAF, DDT) ;
  - enseignement et recherche (INRAE, AgroParisTech, Institut Agro Dijon, lycées agricoles...) ;
  - environnement (Agence Bio) ;
  - alimentation (DGAL) ;
  - forêts (ONF, CNPF, parcs nationaux) ;
  - etc.

- autres :
  - autres ministères (Affaires étrangères, Économie, Intérieur, Armées) ;
  - institutions européennes ou internationales (Banque mondiale, Commission européenne).

## Personnalités liées

### Personnages historiques
- Henri Becquerel (prix Nobel de physique en 1903)
- Eugène Belgrand
- Fulgence Bienvenüe (père du métro parisien)
- Jean-Baptiste Biot
- André Blondel
- Nicolas Antoine Boulanger
- Albert Caquot
- Marie François Sadi Carnot (président de la République)
- Augustin Cauchy (mathématicien
- Gaspard-Gustave Coriolis (mathématicien)
- Augustin Fresnel (physicien optique)
- Charles de Freycinet (président du conseil des ministres sous la Troisième République)
- Maurice Lévy (mathématicien)
- Joseph Liouville (mathématicien)
- Alain Lipietz  (homme politique écologiste)
- Henri Navier (mathématicien)
- Georges Sorel (philosophe)
- Louis Vicat (inventeur du ciment artificiel)

### Personnalités actuelles
Dirigeants d'entreprises
- Gérard Mestrallet, Ancien président de Engie
- Patrick Gandil, ancien directeur général de l'Aviation civile
- Jean-Yves Caullet, président de l'ONF, député de l'Yonne
- Henri Poupart-Lafarge, président-directeur général d'Alstom
- Antoine Frérot, PDG de Veolia
- Xavier Huillard PDG de Vinci
- Pierre Berger, ancien président-directeur général de Eiffage
- Philippe Essig, ancien président-directeur général d'SNCF
- Pierre Suard, ancien président-directeur général d'Alcatel Alsthom
- Pierre Graff, ancien président-directeur général de Aéroports de Paris
- Florian Guillermet, directeur exécutif de l'Agence européenne pour la sécurité aérienne
- Patrick Pélata , dirigeant de salesforce, ancien directeur général de Renault
- Jacques Veyrat ancien président-directeur général de Neuf Cegetel
- Emmanuel Straschnov, entrepreneur, fondateur de Bubble
- Arnaud Poupart-Lafarge, président-directeur général d'Nexans
- Benoît de Ruffray , président-directeur général d'Eiffage depuis 2015
- Jean-Marc Lacave, ancien président-directeur général de Météo-France
- François Bertière, président-directeur général de Bouygues Immobilier depuis 2001

Femmes et hommes politiques
- Charbel Nahas, ancien ministre au Liban
- Sid Ahmed Ghozali, homme d'État algérien et ancien chef du gouvernement (1991-1992)
- Bruno Mégret homme politique Français et ancien député
- Nathalie Kosciusko-Morizet, femme politique et ancien ministre
- Élisabeth Borne, Ancienne première ministre
- Fabienne Keller, sénatrice, ancien maire de Strasbourg
- Julien Denormandie, Ancien ministre de l'agriculture et de l'alimentation
- Patrice Vergriete, Ancien ministre délégué chargé du logement

Autres ingénieurs célèbres
- Michel Virlogeux , concepteur du viaduc de Millau
- Frédéric Lordon philosophe et économiste
- Jean Tirole, prix Nobel d'économie en 2014
- Marion Guillou, spécialiste de la sécurité alimentaire mondiale